# Mlekarica (Vermeer)
Mlekarica (nizozemsko De melkmeid ali Het melkmeisje), včasih imenovana tudi Kuhinjska služkinja, je olje na platnu nizozemskega umetnika Jana Vermeerja, ki prikazuje »mlečno deklo«, pravzaprav hišno kuhinjsko služkinjo. Razstavljena je v Rijksmuseumu v Amsterdamu na Nizozemskem, ki ga ima za »nedvomno eno najboljših znamenitosti muzeja«.
Natančno leto dokončanja slike ni znano, ocene pa se razlikujejo glede na vir. Rijksmuseum ocenjuje, da je nastala okoli leta 1658. Po podatkih Metropolitanskega muzeja umetnosti v New Yorku je bila naslikana okoli leta 1657 ali 1658. Spletna stran Essential Vermeer ponuja širši razpon od 1658–1661.

## Opisi in komentarji
Na sliki je prikazana mlekarica, ženska, ki molze krave in izdeluje mlečne izdelke, kot sta maslo in sir, v navadnem prostoru, kako skrbno toči mleko v nizko lončeno posodo na mizi. Mlekarice so začele delati samo v hlevih, preden so jih velike hiše najemale tudi za gospodinjska dela, namesto da bi zaposlile dodatno osebje. Tudi na mizi pred mlekarico so različne vrste kruha. Je mlada, čvrste postave, nosi kapo iz čistega platna, moder predpasnik in delovne rokave, zavihane nad debelimi podlahtmi. Na tleh za njo je grelnik za noge v bližini delftskih stenskih ploščic, ki prikazujejo Kupida (na gledalčevi levi) in figuro s palico (na desni). Intenzivna svetloba curlja iz okna na levi strani platna.
Slika je osupljivo iluzionistična, ne daje le podrobnosti, temveč občutek teže ženske in mize. »Svetloba, čeprav svetla, ne izpere grobe teksture kruhove skorje ali izravna volumnov služkinjinega debelega pasu in zaobljenih ramen«, je zapisala Karen Rosenberg, umetnostna kritičarka za The New York Times. Kljub temu, da je polovica ženskega obraza v senci, je »nemogoče ugotoviti, ali njene spuščene oči in stisnjene ustnice izražajo hrepenenje ali koncentracijo«, je zapisala.
Po besedah Walterja Liedtkeja, kustosa oddelka za evropske slike v Metropolitanskem muzeju umetnosti in organizatorja dveh Vermeerjevih razstav, je v odzivih sodobnih gledalcev na sliko »malo učinka Mona Lise«. »Za sodobno občinstvo je v njej nekoliko skrivnostna. Opravlja vsakodnevne naloge, rahlo nasmejana. In naš odziv je 'Kaj si misli?'«

## Nizozemska ikonografija služkinj
Ženska bi bila v času, ko je bila slika ustvarjena, bolj znana kot kuhinjska pomočnica ali služkinja za vse delo kot specializirana mlekarica: mlekarice so bile ženske, ki so molzle krave; kuhinjske pomočnice so delale v kuhinjah. Vsaj dve stoletji pred nastankom slike so imele mlekarice in kuhinjske služkinje sloves, da so nagnjene k ljubezni ali seksu, kar se je pogosto odražalo v nizozemskih slikah kuhinj in tržnic iz Antwerpna, Utrechta in Delfta. Nekatere slike so bile premeteno sugestivne, kot je Mlekarica, druge bolj grobo.
Vodilna umetnika v tej tradiciji sta bila slikarja iz Antwerpna Joachim Beuckelaer (okoli 1535–1575) in Frans Snyders (1579–1657), ki sta imela veliko privržencev in posnemovalcev, pa tudi Pieter Aertsen (ki je imel tako kot Beukelaer stranke v Delftu ), utrechtski manieristični slikar Joachim Wtewael (1566–1638) in njegov sin Peter Wtewael (1596–1660). Bližje Vermeerjevemu času je Nicolaes Maes naslikal več stripov, ki imajo zdaj naslove, kot je Leni služabnik. Toda v tem času je obstajala alternativna konvencija slikanja žensk pri delu na domu kot vzorci nizozemske domače vrline, ki jo je obširno obravnaval Simon Schama.
V nizozemski literaturi in slikah Vermeerjevega časa so bile služkinje pogosto prikazane kot subjekti moških želja – nevarne ženske, ki ogrožajo čast in varnost doma, središča nizozemskega življenja – čeprav so nekateri Vermeerjevi sodobniki, kot je Pieter de Hooch, začeli jih predstavljajo na bolj nevtralen način, tako kot Michael Sweerts. Vermeerjeva slika je eden redkih primerov služkinje, obravnavane na empatičen in dostojanstven način,  čeprav ljubezenski simboli v tem delu še vedno ponazarjajo tradicijo.
Drugi slikarji v tej tradiciji, kot je Gerrit Dou (1613–1675), so upodabljali privlačne služkinje s simboličnimi predmeti, kot so vrči ter različne oblike iger in izdelkov. »V skoraj vseh delih te tradicije je prisoten erotični element, ki se prenaša s kretnjami, ki segajo od nabijanja piščancev na ražnje do nežnega ponujanja - vsaj tako kaže smer pogleda - intimnega vpogleda v neki nejasno maternični predmet«, pravi Liedtke. Na Doujevi sliki iz leta 1646, Dekle, ki seklja čebulo (zdaj v britanski Kraljevi zbirki), se lahko kositrna posoda nanaša na moško in žensko anatomijo, slika pa vsebuje druge sodobne simbole poželenja, kot so čebula (ki naj bi imela afrodiziačne lastnosti) in visečo ptico. Mleko je imelo tudi nespodobne konotacije iz slengovskega izraza melken, opredeljenega kot »spolno pritegniti ali zvabiti« (pomen, ki morda izvira iz opazovanja kmečkih deklet, ki delajo pri kravah, po Liedtkeju). Primeri del, ki uporabljajo mleko na ta način, vključujejo grafiko Lucasa van Leydna TMlekarica (1510) in grafiko Jacquesa de Gheyna II. Strelec in mlekarica (okoli 1610).
Vermeerjeva slika je še bolj podcenjena, čeprav uporaba simbolov ostaja: ena od delftskih ploščic ob vznožju stene za služkinjo, blizu grelnika za noge, prikazuje Kupida – kar lahko namiguje na vzburjenost ženske ali preprosto na to da medtem ko dela, sanjari o moškem. Drugi ljubezenski simboli na sliki vključujejo vrč s širokim grlom, ki se pogosto uporablja kot simbol ženske anatomije. Grelnik za noge so umetniki pogosto uporabljali kot simbol ženskega spolnega vzburjenja, saj po Liedtkeju, ko ga položimo pod krilo, greje celotno telo pod pasom. Oglje, zaprto v grelniku za stopala, bi lahko simboliziralo »bodisi vročino poželenja v prizorih v gostilni ali bordelu bodisi skrito, a resnično gorečo strast ženske do moža«, pravi Serena Cant, britanska umetnostna zgodovinarka in predavateljica. Vendar se zdi, da pobeljena stena in prisotnost mleka kažeta, da je bila soba »hladna kuhinja«, ki se je uporabljala za kuhanje z mlečnimi izdelki, kot sta mleko in maslo, zato bi imel grelnik za noge tam pragmatičen namen. Ker druge nizozemske slike iz tega obdobja kažejo, da so grelnike za noge uporabljali, ko so sedeli, lahko njegova prisotnost na sliki simbolizira 'pridno naravo' stoječe ženske, pravi Cant.
Slika je del družbenega konteksta spolnih ali romantičnih interakcij med služkinjami in moškimi višjih družbenih slojev, ki je zdaj v Evropi izginil in v Ameriki nikoli ni bil splošno priznan. Liedtke kot primer ponuja Vermeerjevega sodobnika, Samuela Pepysa, čigar dnevnik beleži srečanja s kuhinjskimi služkinjami, dekleti z ostrigami in, v gostilni med obiskom Delfta leta 1660, »izjemno lepo dekle ... pravo za šport«. Slika je bila najprej v lasti (in morda je bila naslikana za) Pietra van Ruijvena, lastnika več drugih Vermeerjevih slik, ki so prav tako upodabljale privlačne mlade ženske in s temami poželenja in samozanikanja, precej drugačne od odnosa Pepysa in mnogih slike v tradiciji nizozemske »kuhinjske pomočnice«.
V nizozemščini je Het Melkmeisje najpogosteje uporabljeno ime slike. Čeprav je ta naslov v sodobni nizozemščini manj točen, je beseda meid (služkinja) dobila negativen prizvok, ki ni prisoten v njeni pomanjševalnici (meisje) - od tod uporaba bolj prijaznega naslova za delo, ki se uporablja Rijksmuseum in drugi.

### Pripovedni in tematski elementi
Po besedah umetnostnega zgodovinarja Harryja Randa slika nakazuje, da ženska pripravlja kruhov puding, kar naj bi predstavljalo mleko in zlomljene koščke kruha na mizi. Randa je domneval, da je že naredila kremo, v kateri se bo namakal kruh, zamešan z jajcem, v trenutku, prikazanem na sliki. V posodo nalije mleko, da pokrije zmes, ker drugače bo kruh, če med peko ne bo vrel v tekočini, postal neprivlačna, suha skorja, namesto da bi tvoril tipično zgornjo površino pudinga. Previdna je pri vlivanju curka mleka, saj se kruhov puding lahko uniči, če sestavine niso natančno odmerjene ali pravilno združene.
S tem, ko upodablja služkinjo med skrbnim kuhanjem, umetnik ne predstavlja le podobe vsakdanjega prizora, temveč tistega, ki ima etično in družbeno vrednost. Skromna ženska uporablja običajne sestavine in sicer neuporaben star kruh, da bi ustvarila prijeten izdelek za gospodinjstvo. »Njeno odmerjeno vedenje, skromna obleka in preudarnost pri pripravi hrane zgovorno, a nevsiljivo sporočajo eno najmočnejših vrednot Nizozemske 17. stoletja, domačo vrlino«, piše na spletni strani Essential Vermeer.
»Na koncu tej sliki romantiko ali čustveni odmev ne dajejo aluzije na žensko spolnost - to je upodobitev poštenega, trdega dela kot nekaj romantičnega samo po sebi«, je v reviji Forbes zapisala Raquel Laneri. »Mlekarica povzdigne mučno gospodinjsko delo in hlapčevstvo na krepostno, celo junaško raven.«

### Kompozicijska strategija
Vtis monumentalnosti in »morda občutek dostojanstva« podobi dajeta umetnikova izbira razmeroma nizkega zornega kota in piramidasto sestavljanje oblik od levega ospredja do ženske glave, piše na spletni strani  Metropolitanskega muzeja umetnosti. Po navedbah Rijksmuseuma je slika »sestavljena vzdolž dveh diagonalnih linij. Srečujeta se pri ženskem desnem zapestju.« To usmeri pozornost gledalca na točenje mleka.
Fotografski realizem slike je podoben realizmu umetnikov iz Leidna, kot so Dou, Frans van Mieris in Gabriël Metsu. Vermeer, ki je bil star petindvajset let, ko je naslikal to delo, je po besedah Liedtkeja »v nizozemski umetnosti kupoval različne sloge in teme«. »V tem primeru se ozira predvsem po umetnikih, kot je Gerrit Dou in drugi, ki delajo na natančen, iluzionističen način.« Liedtke vidi delo bodisi kot Vermeerjevo »zadnje zgodnje delo ali prvo zrelo delo«. Kustosinja je dodala: »Skoraj mislim, da je moral raziskati tisto, čemur bi lahko rekli 'taktilni iluzionizem', da bi razumel, kam je v resnici želel iti, kar je bila bolj optična, s svetlobo polna smer.«
Slika, ki je značilna za delftsko umetnost in Vermeerjevo delo, ima tudi 'klasično ravnovesje' figurativnih elementov in 'izjemno obravnavo svetlobe', glede na Metropolitanski muzej umetnosti. Stena na levi, po Liedtkeju, »vas zelo hitro prikaže na sliki – tista recesija z leve in nato odprtost na desno – in ta vrsta sheme levega kota je bila uporabljena približno 10 let pred Vermeerjem in zelo hitro je vzel najnovejšo stvar.«
»Nikjer drugje v njegovem opusu ni tako kiparske figure in tako navidezno oprijemljivih predmetov, pa vendar je bodoči slikar svetlečih interierjev že prišel«, so sporočili iz muzeja. »Pointilé vzorec svetlih pik na kruhu in košari« je »najbolj efuzivna« uporaba te sheme na kateri koli Vermeerjevi sliki in zdi se, da se uporablja za nakazovanje »iskrive dnevne svetlobe in grobih tekstur hkrati«.
Vermeer je preslikal dva predmeta, prvotno na sliki. Eden je bil velik stenski zemljevid (spletna stran Rijksmuseuma ga imenuje slika) za zgornjim delom ženskega telesa. (Stenski zemljevid morda ni bil na mestu v skromni delovni sobi, kot je hladna kuhinja, kjer je garala služkinja: veliki zemljevidi na Nizozemskem v 17. stoletju so bili poceni načini za okrasitev golih sten.) Prvotno je postavil veliko, vpadljivo košaro za oblačila (spletna stran Rijksmuseuma jo imenuje 'košara za šivanje') blizu dna slike, za rdečim krilom služkinje, vendar jo je umetnik nato prebarval, kar je povzročilo rahel premik v tonu (pentimento) na steni za grelnikom nog. Košaro so pozneje odkrili z rentgenom. Tudi druge Vermeerjeve slike imajo odstranjene elemente. Nekateri umetnostni kritiki menijo, da so bile odstranitve morda namenjene temu, da bi se dela bolje tematsko osredotočila.
»Ta rustikalna neposrednost se razlikuje od Vermeerjevih kasnejših slik«, pravi Laneri. »Mlekarica ima otipljivo, visceralno kakovost – skorajda lahko okusite gosto kremasto mleko, ki uhaja iz vrča, občutite hladno vlago v sobi in škrobnato perilo služkinjine bele kape, se dotaknete njenih kiparskih ramen in steznika v pasu. Ona ni prikazen ali abstrakcija. Ona ni idealna svetovna gospodinja iz Vermeerjeve mlade ženske z vrčem za vodo ali eterična lepotica v Dekletu z bisernim uhanom — tako resnična, kot je lahko slika.«

### Tehnika in materiali
Ta slika ima »morda najbolj briljantno barvno shemo v njegovem opusu«, glede na spletno stran Essential Vermeer. Že v 18. stoletju je angleški slikar in kritik Joshua Reynolds pohvalil delo zaradi njegove osupljive kakovosti. Ena od odlik Vermeerjeve palete v primerjavi z njegovimi sodobniki je bila njegova prednost do dragega naravnega ultramarina (narejenega iz zdrobljenega lapis lazulija), kjer so drugi slikarji običajno uporabljali veliko cenejši azurit. Poleg ultramarina je svinčeno-kositrno-rumena tudi prevladujoča barva v izjemno svetlečem delu (z veliko manj mračnim in konvencionalnim upodabljanjem svetlobe kot katera koli Vermeerjeva prejšnja ohranjena dela). Upodabljanje belih sten je bilo v Vermeerjevem času izziv za umetnike, njegovi sodobniki pa so uporabljali različne oblike sivega pigmenta. Tu bele stene odsevajo dnevno svetlobo z različnimi intenzivnostmi in prikazujejo učinke neenakomernih tekstur na ometanih površinah. Umetnik je tukaj uporabil svinčeno belo, umbro in črno oglje. Čeprav je bila formula splošno znana med Vermeerjevimi sodobnimi žanrskimi slikarji, je glede na spletno stran Essential Vermeer »morda noben umetnik bolj kot Vermeer ni mogel uporabiti tako učinkovito«.
Grobe poteze ženske so naslikane z debelimi madeži impasta. Semena na skorji kruha, pa tudi skorja sama, skupaj s pletenimi ročaji košare za kruh, so upodabljani s pikami. Mehki deli kruha so pobarvani s tankimi vrtinčki barve, z madeži oker barve, ki prikazuje grobe robove zdrobljene skorje. En kos kruha na gledalčevi desni in blizu nizozemske peči ima širok rumen pas, ki se razlikuje od skorje, kar Cantu verjame, da nakazuje, da bo kos star. Majhen zvitek na skrajni desni strani ima debele pike, ki spominjajo na grobo skorjo ali skorjo s semeni. Kruh in košara sta kljub temu, da sta bližje gledalcu, naslikana bolj razpršeno od iluzionističnega realizma stene z madeži, senčenjem, žebljem in žebljično luknjo ali šivi in zaponkami ženske obleke, lesketajočim se posoda iz polirane medenine, ki visi s stene. Stekla v oknu so raznolika na zelo realističen način, pri čemer se razpoka v eni (četrta vrsta od spodaj, skrajno desno) odraža na lesu okenskega okvirja. Tik pod tem podoknom ima drugo prasko, označeno s tanko belo črto. Drugo podokno (druga vrsta od spodaj, drugo od desne) je potisnjeno navznoter znotraj okvirja.
Neskladje med predmeti na različnih razdaljah od gledalca lahko kaže na to, da je Vermeer po Cantu uporabil camero obscuro. Liedtke poudarja, da je luknjica, ki so jo odkrili na platnu, »resnično preluknjala teorijo camere obscure […] Zamisel, da je Vermeer izrisoval kompozicije v optični napravi […] je precej naivna, če upoštevamo, da svetloba traja morda 10 sekund, slika pa je trajala vsaj mesece, da je bila naslikana.« Namesto tega bi bil žebljiček na platnu privezan na vrvico s kredo, ki bi jo slikar zaskočil, da bi dobil perspektivne črte, je leta 2009 dejal Liedtke v intervjuju.
Ženski zajetni zeleni nadrokavi so bili pobarvani z isto rumeno in modro barvo, kot so bila uporabljena za preostala ženska oblačila, obdelana istočasno po metodi mokro na mokro. Široke poteze v poslikavi oblačil nakazujejo grobo, gosto teksturo delovnega oblačila. Modra manšeta uporablja svetlejšo mešanico ultramarina in svinčeno bele barve, skupaj s plastjo oker barve pod njo. Bleščečo modrino krila ali predpasnika je okrepila glazura (tanka, prozorna zgornja plast) iste barve. Zasteklitev namiguje, da je modri material manj groba tkanina kot rumeni steznik, pravi Cant.

## Izvor
Pieter van Ruijven (1624–1674), Vermeerjev mecen v Delftu (in ob njegovi smrti lastnik enaindvajsetih slikarjevih del), je verjetno kupil sliko neposredno od umetnika. Liedtke dvomi, da je mecen naročil zadevo. Lastništvo je kasneje prešlo, morda na njegovo vdovo, Mario de Knuijt, verjetno na njuno hčer, Magdelene van Ruijven (1655–1681), in zagotovo na Van Ruijvenovega zeta, Jacoba Dissiusa (1653–1695), čigar zapuščina jo je prodala skupaj z drugimi umetnikovimi slikami leta 1696. Zapisi o tej prodaji so Mlekarico opisali kot 'izjemno dobro' in delo je prineslo drugo najvišjo ceno v prodaji (175 guldnov, preseženo le za 200 guldnov plačal za Vermeerjevo mestno pokrajino, Pogled na Delft.)
Leta 1765 je sliko prodal na dražbi Leendert Pieter de Neufville. »Slavna mlekarica Vermeerja iz Delfta, umetelna« je šla skozi vsaj pet amsterdamskih zbirk, preden je postala del tega, kar je Metropolitanski muzej umetnosti imenoval »eden od velikih zbirateljev nizozemske umetnosti«, zbiralca Lucretie Johanne van Winter ( 1785–1845). Leta 1822 se je poročila z družino zbirateljev Six, leta 1908 pa sta njena sinova prodala sliko (kot del znamenite zbirke Six z devetintridesetimi deli) Rijksmuseumu, ki je dela pridobil s podporo nizozemske vlade in Rembrandtove družbe — vendar ne pred precejšnjim javnim prepirom in posredovanjem Državnega zbora ali nizozemskega parlamenta.

## Razstave
Slika je bila razstavljena v zahodni Evropi in v ZDA. Leta 1872 je bil del amsterdamske razstave 'starih mojstrov' (Tentoonstelling van zeldzame en belangrijke schilderijen van oude meesters) za Arti et Amicitiae, društvo likovnih umetnikov in ljubiteljev umetnosti, leta 1900 pa je bil del razstava v muzeju Stedelijk v Amsterdamu. Druge evropske razstave, ki prikazujejo delo, so Kraljeva akademija umetnosti (Razstava nizozemske umetnosti, London) leta 1929; Galerie nationale du Jeu de Paume (Exposition hollandaise: Tableaux, aquarelles et dessíns anciens et modernes, Pariz) leta 1921; Museum Boijmans Van Beuningen (Vermeer, oorsprong en invloed: Fabritius, De Hooch, De Witte, Rotterdam) leta 1935.
Razstavljeno je bilo na svetovni razstavi leta 1939 v New Yorku in izbruh druge svetovne vojne med sejmom – z nemško okupacijo Nizozemske – je povzročil, da je delo ostalo v ZDA do osvoboditve Nizozemske. V tem času je bilo razstavljeno na Detroitskem inštitutu za umetnost v Michiganu (muzeju, kjer je delal kustos razstave Svetovne razstave) in je bilo vključeno v muzejske razstavne kataloge leta 1939 in 1941. Med vojno je bilo delo tudi prikazano v Metropolitanskem muzeju umetnosti v New Yorku, kjer je viselo šele leta 1944, pravi Leidtke. Leta 1953 je Kunsthaus Zürich sliko prikazal na razstavi, naslednje leto pa je odpotovala v Italijo na razstavo v Palazzo delle Esposizioni v Rimu in Palazzo Reale v Milanu. Leta 1966 je bil del razstave v Mauritshuisu v Haagu in Musée de l'Orangerie v Parizu. V letih 1999 in 2000 je bila slika v Narodni galeriji umetnosti v Washingtonu na razstavi Johannes Vermeer: Umetnost slikanja, od junija pa je bila del razstave Vermeer in Delftska šola v Narodni galeriji v Londonu. 20. do 16. septembra 2001 (na prizorišču te razstave v Metropolitanskem muzeju umetnosti se ni pojavila prej istega leta).
Slika se je vrnila v New York leta 2009 ob NY400, 400. obletnici zgodovinskega potovanja Henryja Hudsona (Amsterdam - Manhattan), kjer je bila osrednji del razstave Metropolitanskega muzeja umetnosti, poleg več od petih muzejskih Vermeerjevih del in druge nizozemske slike zlate dobe.
Slika je bila razstavljena na spletu v visokokakovostni digitalni različici, potem ko so muzejski kustosi ugotovili, da je veliko ljudi menilo, da je nizkokakovostna porumenela različica slike, ki je krožila po internetu, dobra reprodukcija slike.